# Бугловский сельский совет (Лановецкий район)
Бугловский сельский совет (укр. Буглівська сільська рада) — входит в состав
Лановецкого района
Тернопольской области
Украины.
Административный центр сельского совета находится в 
с. Буглов.

## Населённые пункты совета
- с. Буглов
- с. Люлинцы
- с. Огрызковцы